# Deutsch-kolumbianische Beziehungen
Auf diplomatischer Ebene existieren die deutsch-kolumbianischen Beziehungen bereits seit 1872 und damit seit mehr als 140 Jahren.
Eine deutsche Botschaft besteht in Bogotá.
Kolumbien betreibt eine Botschaft in  Berlin und ein Generalkonsulat in Frankfurt am Main. Honorarkonsuln gibt es in Bremen, Hamburg und Stuttgart.

## Geschichte

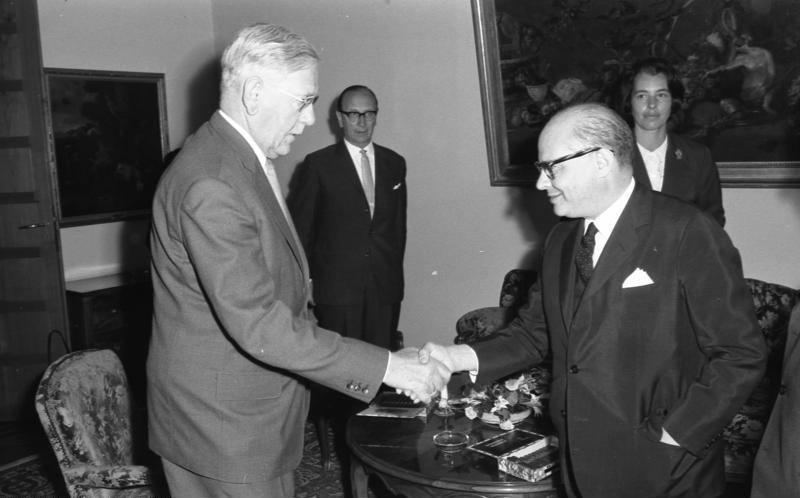
Der damalige Bundesminister für besondere Aufgaben Heinrich Krone empfängt 1964 den Vorsitzenden der Liberalen Partei Kolumbiens Carlos Lleras Restrepo.

Der deutsche Konquistador Ambrosius Ehinger starb 1533 bei Chinácota in Kolumbien.
Im Jahr 1889 gründete der aus Offenbach stammende Leo S. Kopp die Sociedad Kopp's Deutsche Brauerei, die heute als Bavaria S.A. die größte Brauerei Kolumbiens ist. 1919 wurde die Deutsch-Kolumbianische Luftverkehrsgesellschaft (Sociedad Colombo Alemana de Transportes/SCADTA) als die zweitälteste noch bestehende Fluglinie der Welt gegründet. Ihre Nachfolgerin Avianca ist heute die größte kolumbianische Fluggesellschaft.
Im Zweiten Weltkrieg erklärte Kolumbien – nach massiven Druck der USA – als einer der letzten lateinamerikanischen Staaten am 27. November 1943 Deutschland den Krieg. Militärische Folgen hatte die Kriegserklärung nicht, doch ermöglichte sie, den Besitz von Deutschen zu konfiszieren.
Nach dem Krieg wurden die Beziehungen zunächst als Handelsbeziehungen wiederaufgenommen. Anfang 1949 vereinbarten die Bank deutscher Länder und die kolumbianische Zentralbank, dass Kolumbien vom 1. Juli 1949 bis zum 30. Juni 1950 unter anderem Kaffee (im Wert von 4 Millionen US$), Bananen (im Wert von 3 Millionen US$) und Tabak (im Wert von 2 Millionen US$) in die Trizone liefern werde und dass dies mit der Lieferung deutscher Maschinen und Fahrzeugen zu begleichen sei.
Laut des deutschen Auswärtigen Amts bestehen „seit langem freundschaftliche und zunehmend enge Beziehungen“ zwischen den beiden Staaten. Bei der Bewältigung und Aufarbeitung des kolumbianischen Bürgerkriegs möchte Deutschland Kolumbien auch weiter unterstützen.

## Deutsch-Kolumbianer
Bereits in Kolumbien geborene Personen mit deutschen Vorfahren sind unter anderem
- der Lyriker León de Greiff (1895–1976)
- der Sportschütze Helmut Bellingrodt (* 1949)
- der Drogenhändler Carlos Lehder Rivas (* 1949).